# Elena Nikitina
Pour les articles homonymes, voir Nikitina.
Elena Valerevna Nikitina (en russe : Елена Валерьевна Никитина), née le 2 octobre 1992 à Moscou, est une skeletoneuse russe active depuis 2009. Le 18 janvier 2013, elle gagne sa première épreuve en Coupe du monde à Igls. Elle remporte ainsi son premier titre aux championnats d'Europe lors de cette étape.

## Carrière
Mémédaille de bronze en individuel aux Jeux olympiques d'hiver de 2014 à Sotchi, elle est déchue pour dopage. Mais contre toute attente, elle a été blanchie par le TAS le 1er février 2018 et retrouve donc sa médaille de bronze olympique.

## Palmarès

### Jeux olympiques d'hiver
- : médaille de bronze en individuel aux Jeux olympiques d'hiver de 2014 à Sotchi ( Russie)

### Championnats du monde
- : médaille d'argent en équipe mixte en 2016
- : médaille de bronze en individuel en 2016
- : médaille de bronze en individuel en 2021
- : médaille de bronze en équipe mixte en 2021

### Coupe du monde
- Premier départ en course : le 7 décembre 2012 à Winterberg (10e)
- 1 globe de cristal en individuel : en 2019.
- 23 podiums individuels : 14 victoires, 5 deuxièmes places et 4 troisièmes places.

#### Détails des victoires en Coupe du monde
| Édition   | Piste                         | Total |
| 2012-2013 | Igls                          | 1     |
| 2017-2018 | Park City Igls Sigulda        | 3     |
| 2018-2019 | Altenberg Lake Placid         | 2     |
| 2019-2020 | Lake Placid La Plagne Sigulda | 3     |
| 2020-2021 | Winterberg Igls x 2           | 3     |
| 2021-2022 | Igls x 2                      | 2     |

### Championnats d'Europe
- : médaille d'or en 2013
- : médaille d'or en 2018
- : médaille d'or en 2020
- : médaille d'or en 2021
- : médaille d'argent en 2019

### Championnats du monde juniors de skeleton
- : médaille d'or en 2012